# Xian autonome mandchou de Xiuyan
Le xian autonome mandchou de Xiuyan (岫岩满族自治县 ; pinyin : Xiùyán mǎnzú Zìzhìxiàn) est un district administratif de la province du Liaoning en Chine. Il est placé sous la juridiction de la ville-préfecture d'Anshan.

## Démographie
La population du district était de 487 808 habitants en 1999.